# 窪木一茂
窪木 一茂（くぼき かずしげ、1989年6月6日 - ）は、福島県石川郡古殿町出身の自転車競技選手、競輪選手。ロードレースとトラックレースの双方に出走しており、トラックレースにおいてはスクラッチで世界チャンピオンになるなど、国際的に活躍している。
競輪選手としては、日本競輪選手養成所（以下、養成所）119期生。日本競輪選手会福島支部所属。ホームバンクはいわき平競輪場。師匠は須永優太（94期）。

## 経歴

### 小学〜大学時代
小学校ではサッカーを4年間続け、福島県大会で優勝。中学校ではバスケットボール部に入部し、3年時には主将になる。同時に陸上競技の特設駅伝部にも入っていた。
学校法人石川高等学校に入学後、自転車競技部に入部。2006年の2年生時に兵庫国体、少年の部ポイントレースで優勝。2007年の3年生時には、カナダでの8日間のステージレースであるツール・ド・ラビティビにジュニア日本代表として参戦、最終日には日本人初となるステージ優勝を獲得。
2008年に日本大学に進学、自転車競技部に入部。大学生活初年度は環境の変化、厳しい上下関係、寮生活に戸惑い成績不振に陥るも、2010年の大学3年時にインカレにてポイントレース、個人追抜きに優勝し、以後多くの勝利を重ねていく。

### 大学卒業後〜プロチーム所属
2012年に大学卒業後、和歌山県庁に就職、職員として働きながらも、自転車競技を継続する。2012年〜2013年はマトリックス・パワータグに所属し、2013年は東京国体で優勝。2014〜2015年はチーム右京に所属し、2015年に全日本自転車競技選手権ロード・レースを優勝。
この2012〜2015年の間も、日本代表としてUCIワールドカップ、アジア選手権、世界選手権など国際レースにも多く参戦。また全日本自転車競技選手権トラックレースでも、2012年のポイントレースに優勝、2015年はポイントレース、4km個人追い抜き、4km団体追い抜きの3種目で優勝している。
2015年をもって和歌山県庁を退職。2016年よりNIPPO・ヴィーニファンティーニに所属し渡欧、プロ選手として本格的に活動を開始。2016年リオデジャネイロオリンピック出場。2018年にチーム ブリヂストン サイクリングに所属。チーム拠点の移転に伴い静岡県三島市に移住。
2018年の全日本自転車競技選手権ロードレース 個人タイムトライアルを優勝。全日本自転車競技選手権 トラックレースでもポイントレース、4km個人追抜、4km団体追抜、マディソン、オムニアムの5種目で優勝。6冠のナショナルチャンピオンを獲得した。
2019年の全日本自転車競技選手権トラックレースでは4km個人追抜を優勝、アジア新記録を樹立した。4km団体追抜では日本新記録を出して優勝。ポイントレース、マディソンでも優勝し、4種目でのナショナルチャンピオンを獲得している。
2022年の全日本自転車競技選手権トラックレースでは、4km個人追抜を、自身の持つアジア新記録を更新する形で優勝。4km団体追抜、マディソン、オムニアムでも優勝し、ナショナルチャンピオン4冠を獲得した。

### 競輪選手として
2020年3月、養成所第119回生特別選抜試験を受験し、合格。養成所における特別選抜試験の合格者は、旧競輪学校時代を通じて第117期の原大智以来9人目であった。同年5月29日に養成所で入所式を迎える。
養成所在所中の競走訓練では49戦1着15回で第11位の成績を残し、2021年3月1日に養成所を卒業。同日、日本競輪選手会福島支部所属の競輪選手として登録された。5月1日から静岡競輪場で開催された『競輪ルーキーシリーズ2021』（新人戦）にてデビュー、デビュー戦である第12レースで初勝利。7月10日からのいわき平FIIで本格デビューし、同開催では完全優勝にて初優勝を飾る。次の平塚FIIも完全優勝、そしてその次の弥彦FIIも2日目準決勝まで8連勝として特別昇班の期待が掛かったが決勝戦は2着となり特別昇班はお預けとなった。
2022年6月28日、久留米記念最終日第9レースで行われた、2022年前期レインボーカップチャレンジファイナルにおいて2着となり、翌6月29日付でA級2班に特別昇班した。
2022年10月14日（現地時間）、フランス・サン＝カンタン＝アン＝イヴリーヌで行われた世界選手権男子スクラッチにて日本人初となる銀メダルを獲得（世界選手権における同種目でのメダル獲得は2010年の盛一大以来12年ぶり）。翌10月15日付でS級2班へ特別昇級した。A級選手がオリンピックおよび世界選手権でメダルを獲得した場合、特別昇級ないし特別昇班できる例外規程が設けられているが、窪木が初の適用者となった。
2023年8月3日（現地時間）、イギリス・グラスゴーで行われた世界選手権男子スクラッチにて、前回大会に引き続き銀メダルを獲得。
2024年2月7日、出身地である福島県石川郡古殿町の「ふるさと応援大使」に任命された。
2024年パリオリンピックの自転車競技では、男子4000メートル団体追い抜き予選に今村駿介、中野慎詞、橋本英也とともに出場したが、3分53秒489のタイムで10位となり予選敗退となった。男子オムニアムでは合計113ポイントを獲得し6位、男子マディソンには今村駿介と組んで出場し15チーム中6位となった。
2024年10月17日、デンマーク・コペンハーゲンのバレラップにて行われた世界選手権男子スクラッチにて優勝。同種目の世界チャンピオンとなる。

### 主な大会順位
2007年、アジア自転車競技選手権大会 ジュニア部門・個人タイムトライアル 3位。
2010年
- 全日本自転車競技選手権トラックレース（宮城県自転車競技場）
  - ポイントレース 優勝
  - 個人追抜 優勝
  - 団体追抜（学連チーム） 優勝

2011年
- 第31回アジア自転車競技選手権大会
  - 個人追抜 3位
  - 団体追抜 3位
  - マディソン 3位
- 全日本選手権
  - マディソン 2位
  - オムニアム 3位

2012年
- 全日本自転車競技選手権トラックレース
  - ポイントレース 優勝
  - 個人追抜 2位

2013年
- アジア選手権
  - 団体追抜 2位
  - オムニアム 3位
- 全日本選手権個人タイムトライアル 3位
- 第68回国民体育大会 成年男子個人ロード・レース 優勝

2014年
- いわきクリテリウム 優勝
- 全日本自転車競技選手権大会オムニアム 優勝

2015年
- 宇都宮クリテリウム 優勝
- 全日本自転車競技選手権ロードレース
  - 男子エリート 優勝
- 紀の国わかやま国体 ロードレース 優勝

2016年
- リオデジャネイロオリンピック オムニアム 14位

2018年
- 全日本自転車競技選手権大会
  - ロードレース
    - 個人タイムトライアル 優勝

  - トラックレース
    - ポイントレース 優勝
    - 4km個人追抜 優勝
    - 4km団体追抜 優勝
    - マディソン 優勝
    - オムニアム 優勝

2019年
- ツアー・オブ・ジャパン 第8ステージ 優勝
- 全日本自転車競技選手権大会
  - トラックレース
    - 4km個人追抜 優勝（4分15秒899）  ※アジア新記録（英語: List of Asian records in track cycling）
    - ポイントレース 優勝
    - マディソン 優勝
    - 4km団体追抜 優勝 （3分57秒488）※日本新記録

2021年
- 第55回JBCF東日本ロードクラシック群馬大会　Day1　優勝
- UCIトラックネイションズカップ（英語版） 第2戦　香港　男子1kmTT　6位
- 第7回JICF国際トラックカップ
  - オムニアム　優勝
  - マディソン　優勝

2022年
- UCIトラックネイションズカップ
  - 第1戦グラスゴー　マディソン　銀メダル
- ツール・ド・熊野　第1ステージ　優勝
- アジア自転車競技選手権大会
  - 4km団体追抜　優勝
  - マディソン　優勝
- ジャパントラックカップ I　マディソン　優勝
- ジャパントラックカップ II　　マディソン　優勝
- 全日本自転車競技選手権大会
  - トラックレース
    - 4km個人追抜　優勝 (4分13秒297)　 ※アジア新記録（英語: List of Asian records in track cycling）
    - マディソン　優勝
    - オムニアム　優勝
    - 4km団体追抜　優勝 (3分53秒877) ※大会新記録
- UCIトラック世界選手権　サンカンタンアンイブリーヌ大会
  - スクラッチ　銀メダル

2023年
- UCIトラック世界選手権　グラスゴー大会
  - 男子スクラッチ　2位　銀メダル
  - 男子4km団体追抜　8位
- アジア競技大会 2022・杭州大会　トラック
  - 男子4km団体追抜　優勝（3分52秒757）　 ※大会新記録
  - 男子オムニアム　優勝
- ツアー・オブ・ジャパン　
  - 第8東京ステージ　優勝
- アジア自転車競技選手権大会　トラック
  - 男子4km団体追抜 優勝（3分51秒055）　※日本新記録　※アジア新記録（英語: List of Asian records in track cycling）
  - 男子4km個人追抜　優勝
  - 男子マディソン　優勝
- 全日本自転車競技選手権大会 トラック
  - 男子4km団体追抜　優勝（3分52秒532）　※日本新記録
  - 男子マディソン　優勝
- ジャパントラックカップⅠ
  - 男子オムニアム　優勝
  - 男子マディソン　優勝
- ジャパントラックカップⅠⅠ
  - 男子オムニアム　優勝

2024年
- パリ2024オリンピック
  - 男子オムニアム　6位
  - 男子マディソン　6位
  - 男子チームパシュート　予選敗退
- UCIトラック世界選手権　デンマーク・バレラップ大会
  - 男子スクラッチ　優勝
  - 男子チームパシュート　4位
- UCIトラックネイションズカップ
  - 第1戦アデレード　チームパシュート　5位（3分50秒381）
  - 第2戦香港　チームパシュート　2位（予選：3分48秒127）＊日本新記録
  - 第2戦香港　マディソン　3位
  - 第3戦カナダ・ミルトン　オムニアム　2位
  - 第3戦カナダ・ミルトン　マディソン　6位
- ジャパントラックカップ I
  - 男子エリミネーション　優勝
  - 男子マディソン　優勝
  - 男子オムニアム　優勝
- ジャパントラックカップ II
  - 男子エリミネーション　優勝
- アジア選手権トラック
  - 男子チームパシュート　優勝
  - 男子マディソン　優勝
- 全日本選手権トラック
  - 男子個人パシュート　優勝